# 열녀 기계유씨 정려
열녀 기계유씨 정려(烈女 杞溪兪氏 旌閭)는 세종특별자치시 전동면 석곡리에 있는 정려이다. 2014년 9월 30일 세종특별자치시의 향토문화유산 제33호로 지정되었다.

## 개요
열녀 기계유씨 정려(烈女 杞溪俞氏 旌閭)는 조선시대 열녀 기계유씨의 열행(烈行)을 세상에 널리 알려 칭찬하고 기억하기 위해 나라에서 하사한 명정(銘旌)을 현판(懸板)으로 걸어놓은 정문(旌門)이다.
기계유씨는 신이초(愼爾初)와 혼인하여 10남매를 두고 시부모를 모시며 살고 있었다. 어느 날 남편이 병으로 죽게 되자 남편을 따라 죽을테니 형제간에 더욱 화목하게 지내라는 유언을 남기고 스스로 먹고 마시는 것을 중단하였다. 자식들의 만류에도 불구하고 단식을 이어가다가 7일 만에 죽는다.
기계유씨의 열행에 대해 지역의 유림(儒林)들이 글을 올려 1729년(영조 5)에 명정을 받고 정문을 세우게 되었다. 내부에는 기계유씨의 현판이 걸려 있으며, 1896년과 1971년에 다시 고쳐서 지으면서 작성한 중수기(重修記)가 남아있다. 

## 현지 안내문
기계유씨는 천품이 어질고 청명하였으며 인정도 많아 마을에서 칭찬이 자자했고 친척간에 화목하였다. 또한 시부모를 잘 봉양하고 남편을 섬기었으나 불행하게도 남편이 세상을 떠나고 말았다.
남편의 장례를 잘 치르고 자식들을 한자리에 불러놓고 "내가 평소 너의 아버지를 정성껏 받들지 못해 돌아가셨나보다. 이제 아내인 나혼자 남아 복(福)을 누린다는 것은 부덕(婦德)을 기르는 길이 아니므로 너의 아버지 뒤를 따르는 것이 지어미의 본분을 다하는 길이기에 그쪽을 따르겠노라. 너희들은 내가 죽은 뒤에도 형제간에 더욱 아끼고 화목하게 살아야 하느니라"하고 마지막 유언을 남기고 음식을 전폐한지 7일만에 남편을 따랐다.
이러한 유씨의 부덕(婦德)함이 세상에 알려지자 나라에서는 유씨의 부덕을 길이 거울삼도록 영조(英祖) 5년(1727)에 정문을 세우고 후세의 본보기로 삼았다.